# Hamburg Airways
Hamburg Airways (HHA Hamburg Airways Luftverkehrgesellschaft mbH) — бывшая немецкая авиакомпания. Специализировалась на чартерных рейсах для немецких туроператоров.

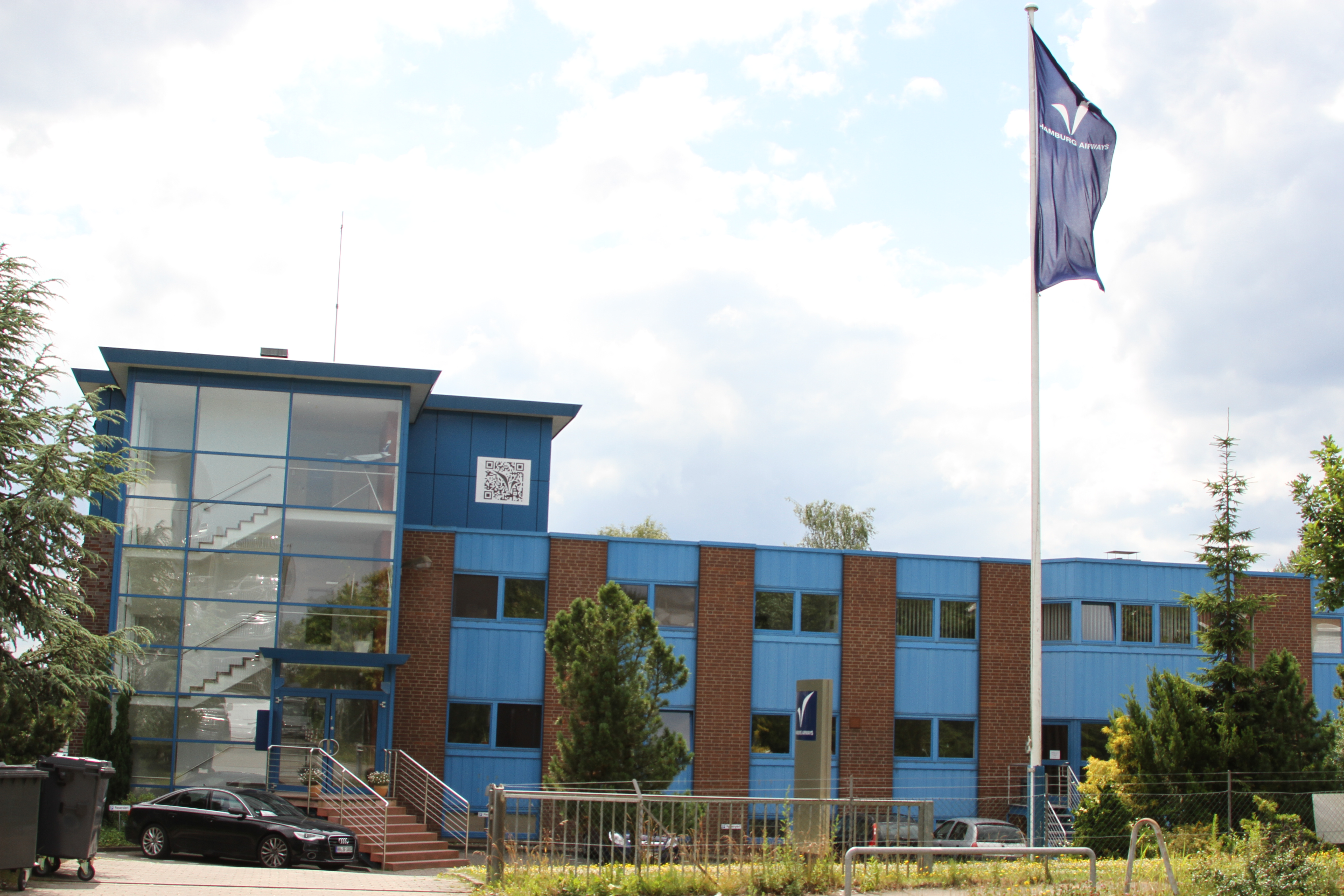
Штаб-квартира авиакомпании в Гамбурге

## Флот

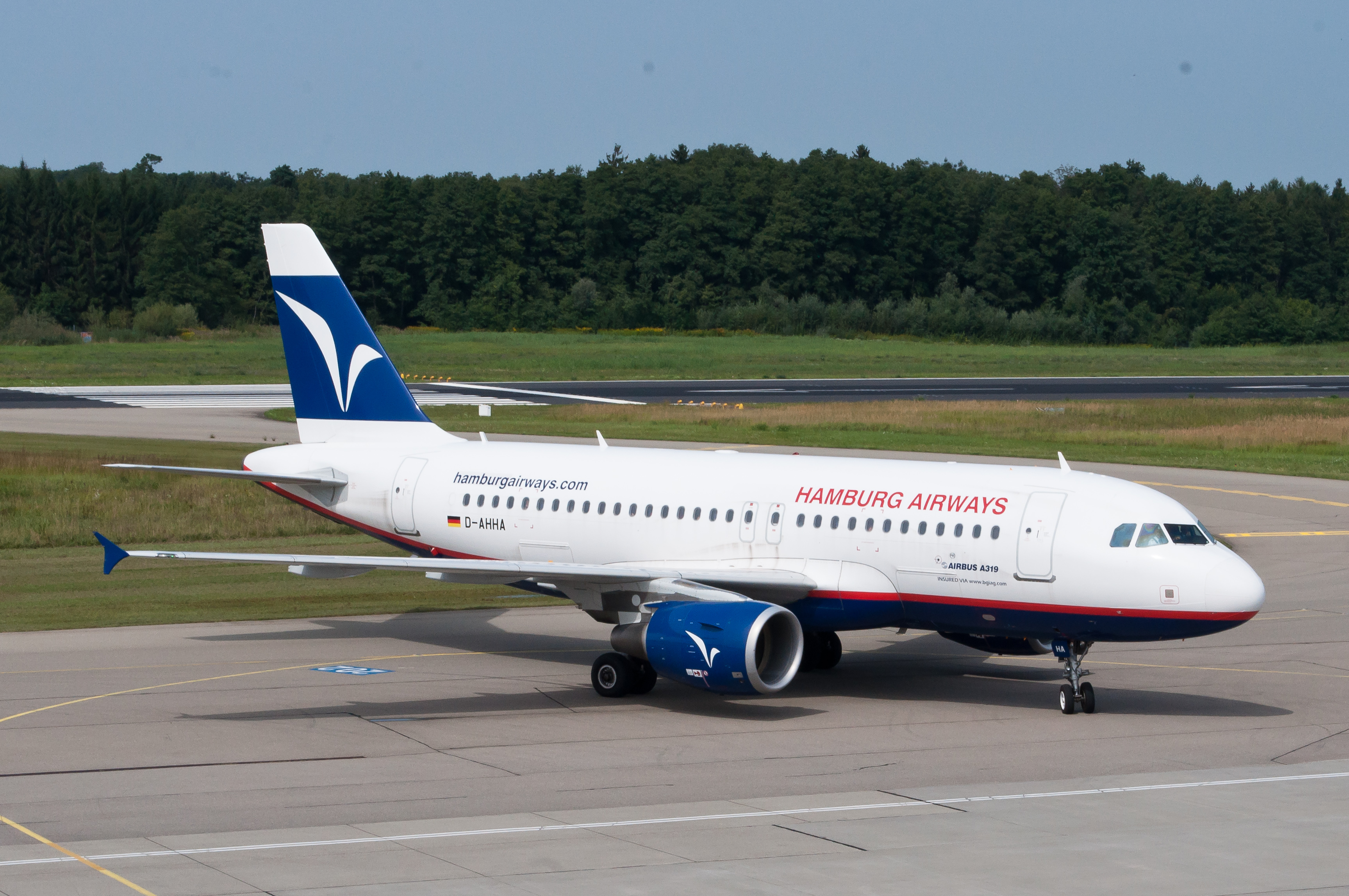
A319 авиакомпании Hamburg Airways

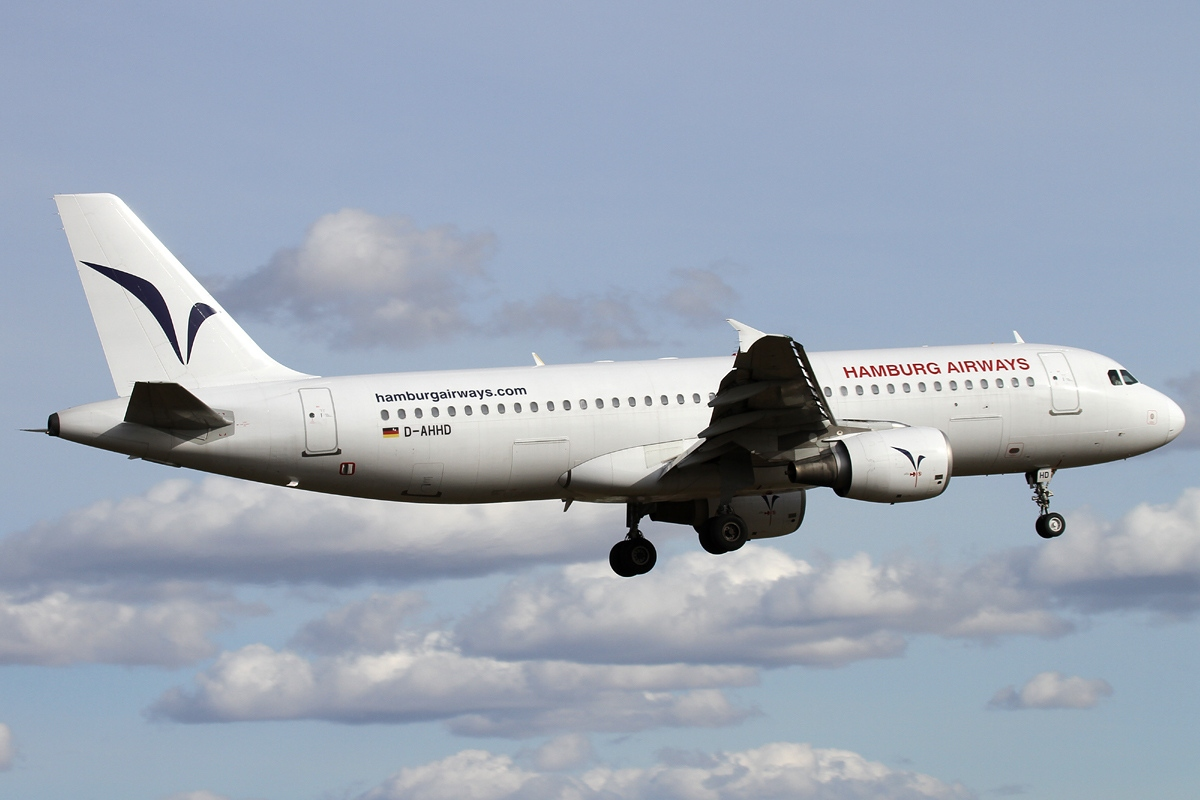
A320 авиакомпании Hamburg Airways

Авиакомпания эксплуатирует самолёты семейства A320 европейского концерна Airbus.
| Самолёт     | В эксплуатации | Заказано | Пассажиры | Примечания |
| ----------- | -------------- | -------- | --------- | ---------- |
| Airbus A319 | 2              |          | 144-150Y  |            |
| Airbus A320 | 3              |          | 180Y      |            |
| Всего       | 5              |          |           |            |

По состоянию на ноябрь 2013 средний возраст самолётов составляет 9,9 лет.